# Oedemera lurida
Oedemera lurida är en skalbaggsart som först beskrevs av Thomas Marsham 1802.  Oedemera lurida ingår i släktet Oedemera, och familjen blombaggar. Arten är reproducerande i Sverige.

## Bildgalleri

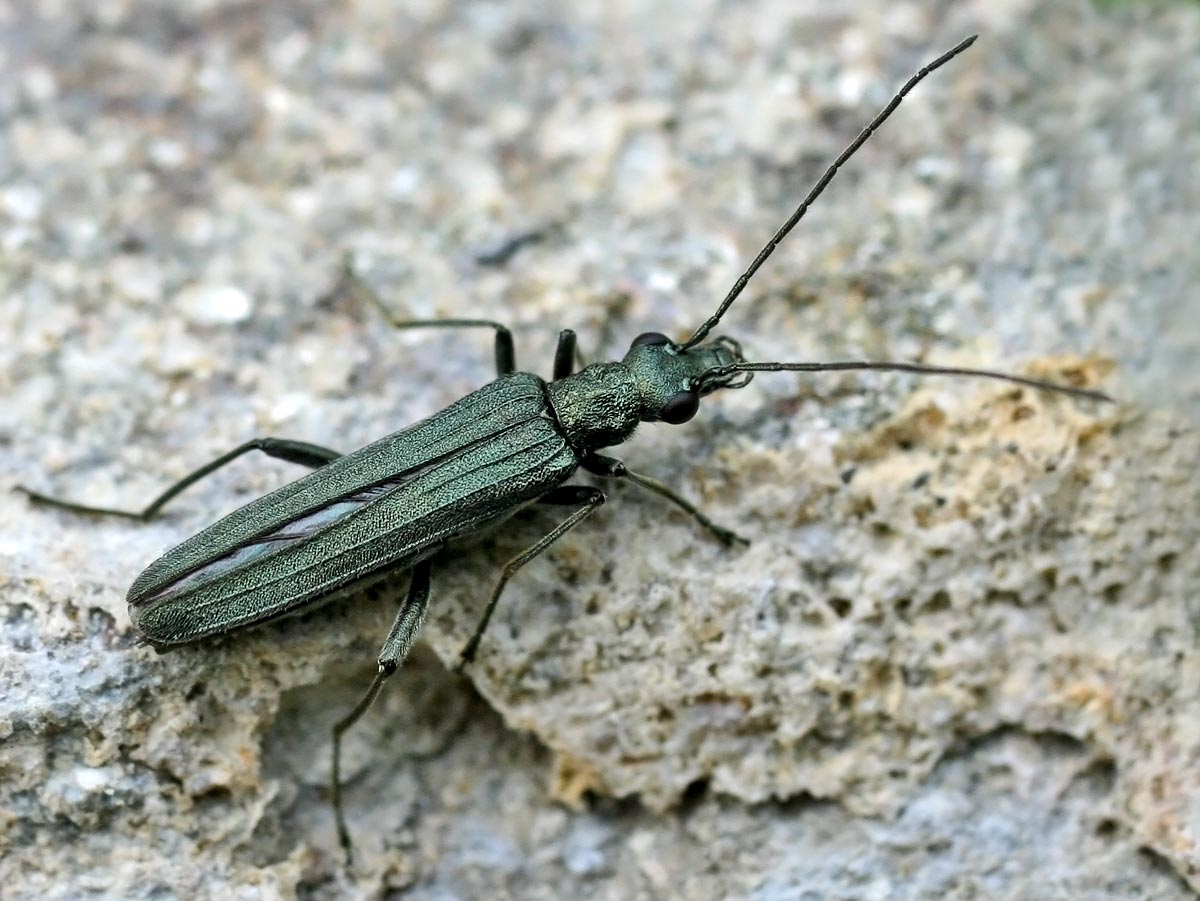
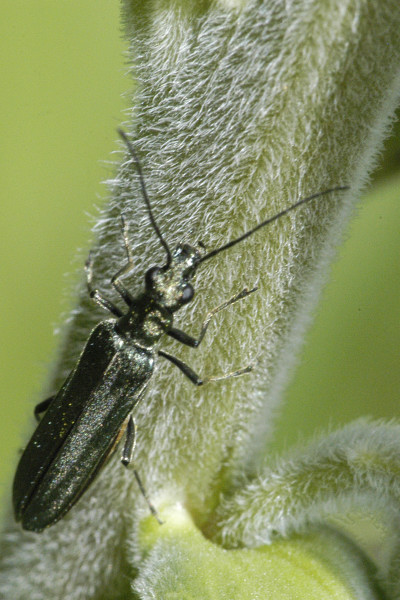
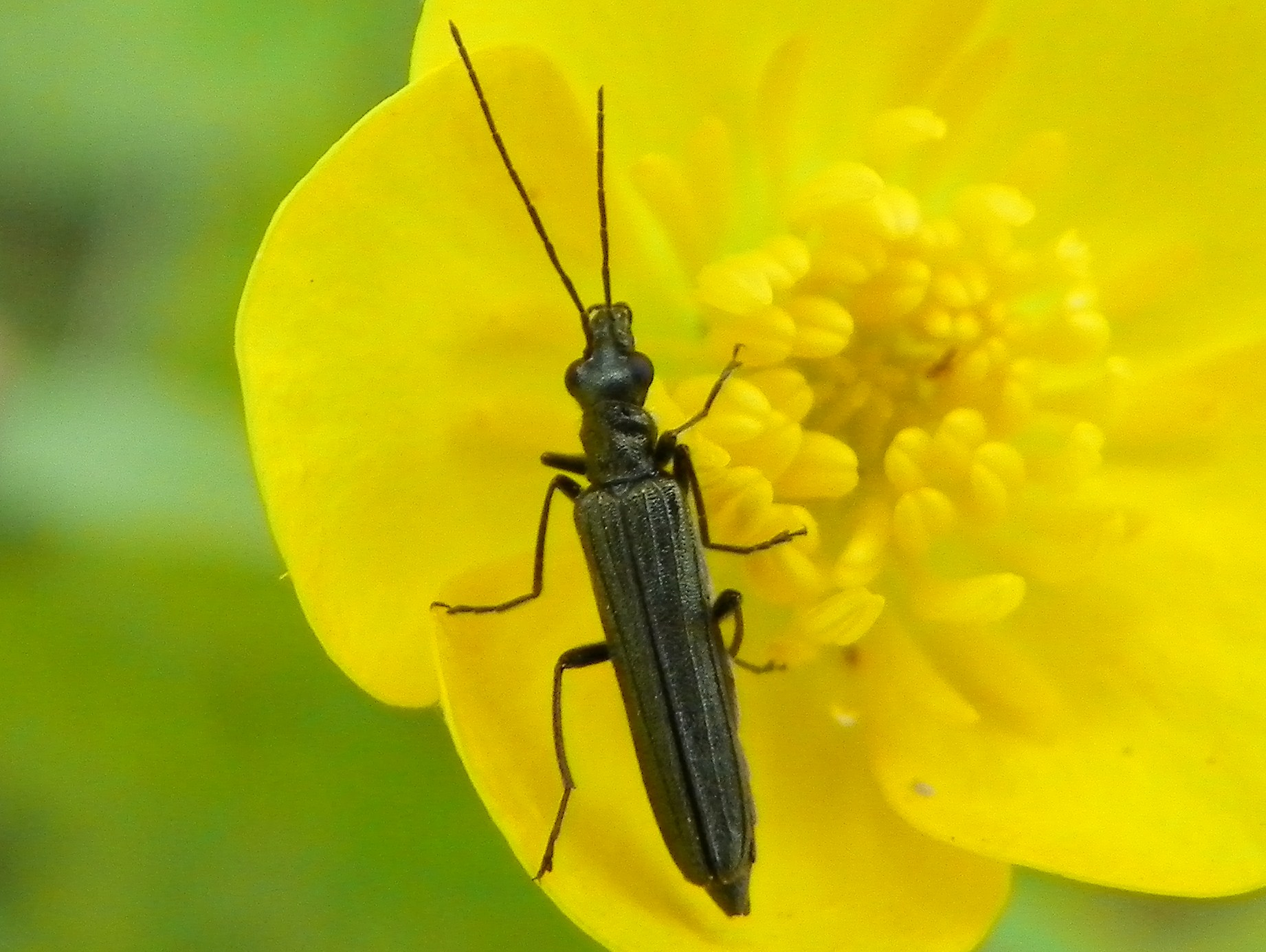
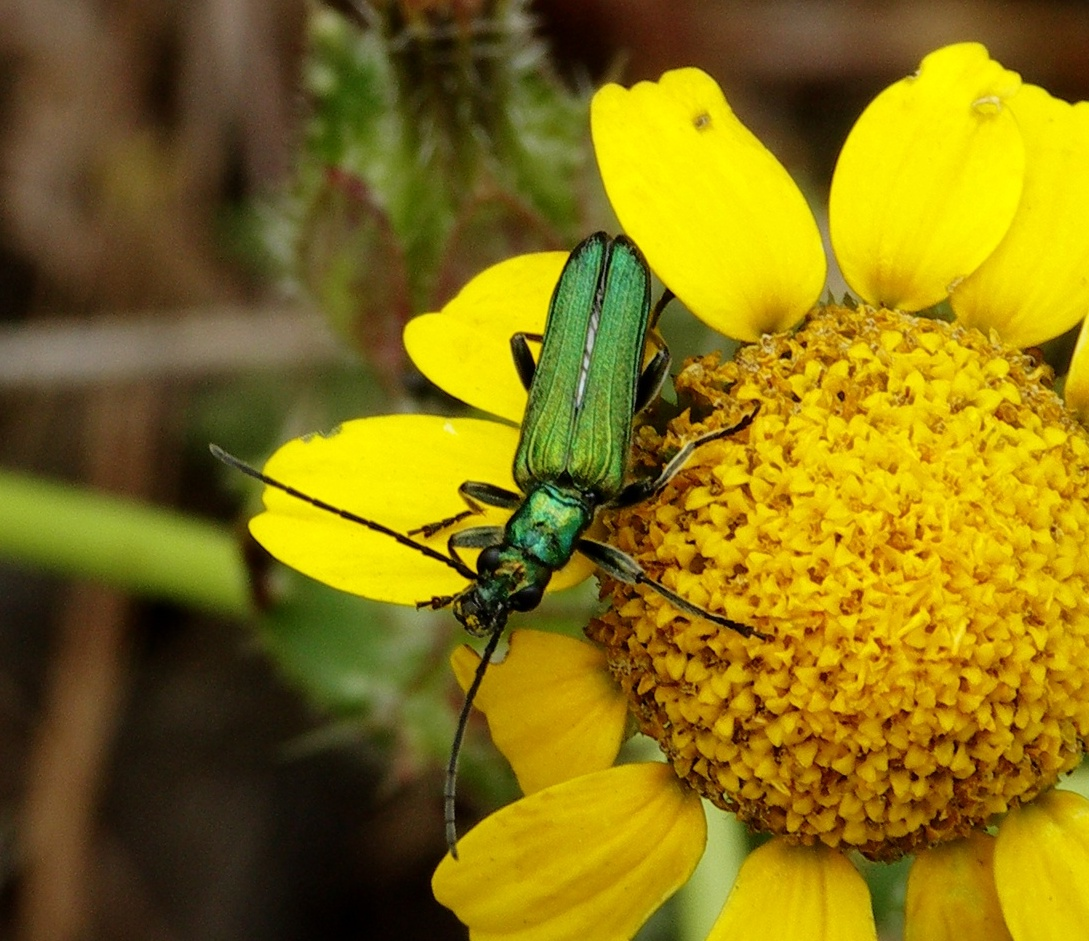